# Развитие речи
Разви́тие ре́чи (или онтогенез речи, ср. также англ. Language development) — широко используемое комплексное обозначение процессов, этапов и методик, связанных с овладением (как ребёнком, так и в широком смысле — человеком в течение жизни) средствами речи. Ранние этапы развития речи зависят от когнитивного развития ребёнка, поздние могут включать использование письменности и нескольких регистров речи (при их наличии в языке).

## Усвоение языка ребёнком
Ребёнок без специального обучения со стороны взрослых осваивает язык к четырём годам. На доречевом этапе у него наблюдаются крик, гуление, лепет и модулированный лепет. Развитие фонематического слуха позволяет ребёнку усваивать фонологический инвентарь родного языка (или языков). В полтора года у него появляются звукоподражательные слова, к двум годам — двусловные фразы и начинается освоение грамматики. В возрасте двух лет дети понимают обозначения предметов, действий и могут отвечать на поставленные вопросы родителей, разговаривать предложениями, состоящими из нескольких слов, пользоваться местоимения (я, он, ты, мы), наречиями (туда, там) и прилагательными. К трём годам словарь ребёнка увеличивается многократно и может составлять 1000−1500 слов.

### Критический возраст
Дети, лишённые человеческого общения, могут адаптироваться к социуму даже в том случае, если они возвращаются в общество будучи старше 6 лет (но не позднее 12 лет).

### Речевые ошибки при освоении языка
При освоении языка ребёнок делает множество ошибок, которые обусловлены тем, что он пытается применить ко всему говоримому наиболее общие правила. Возникает даже так называемый «промежуточный язык». Многие ошибки детей типичны и зависят от их возраста и уровня языкового развития. Словотворчество детей отражает творческий характер усвоения языка и также подчиняется определённым закономерностям.

### Синтаксис детской речи
Освоение синтаксиса начинается с однословных предложений, затем появляются двусоставные, где можно выделить «опорные» слова и слова «открытого класса».

### Овладение значением слова
Овладение значением слова начинается с вычленения наглядного компонента (фоносемантического), затем слово становится для ребёнка более конкретным, и только по мере освоения предметного мира в общении со взрослыми ребёнок проникает в смысловую природу слова. Интериоризация значений слов происходит в общении и деятельности.

## Изучение детской речи
В психолингвистике последних лет изучение детской речи выделилось в отдельную отрасль: онтогенез речи ребёнка или онтолингвистика, англ. developmental psycholinguistics. По этой проблеме проводятся международные симпозиумы, пишутся специальные учебники.